# Abbottina
Abbottina – rodzaj słodkowodnych ryb karpiokształtnych z rodziny karpiowatych (Cyprinidae).

## Występowanie
Azja (Chiny i Wietnam).

## Klasyfikacja
Gatunki zaliczane do tego rodzaju:
- Abbottina binhi
- Abbottina lalinensis
- Abbottina liaoningensis
- Abbottina obtusirostris
- Abbottina rivularis – nibykiełb amurski[3], nibykiełb chiński[4]